# José María Cancino
José María Cancino Madero (Bogotá 1790- Tocaima 7 de noviembre de 1843) fue un músico y militar colombiano que obtuvo el grado de coronel del Ejército Libertador.

## Biografía
Nacido en Bogotá, hijo del coronel Salvador Cancino (fusilado en 1816 por los españoles).
Participó en la guerra entre centralistas y federalistas, bajo las órdenes de Baraya en el primer enfrentamiento de Palacé en 1811. Posteriormente dirigiendo la arma de artillería, al lado de Antonio Nariño. Fue hecho prisionero en la Batalla de la Cuchilla del Tambo, e integrado a la banda de guerra del Batallón Numancia bajo el mando de Barreiro, del cual desertaría para unirse al Ejército Libertador.
Compositor de la canción La vencedora, interpretada durante el recibimiento al Ejército libertador luego de la Batalla de Boyacá y antecesora del Himno Nacional de Colombia.
Fue nombrado comandante en armas del Cauca y luego gobernador del Chocó, para ser enviado a combatir en la Campaña libertadora del Sur. Participó en la guerra civil de 1840 a 1841.

## Muerte
Murió en Tocaima (Cundinamarca) en 1843.

## Homenajes
El Ejército Nacional de Colombia tiene un Batallón Especial Energético, que lleva su nombre.